# Governatorato di Alessandria
Il governatorato di Alessandria (arabo: محافظة الأسكندرية , Muhāfazat al-Iskandariyya) è un governatorato dell'Egitto con capoluogo Alessandria d'Egitto. Si trova a nord-ovest della capitale Il Cairo.

## Geografia
Oltre ad Alessandria, altro luogo di interesse nel territorio del governatorato è l'antica città di Abu Mena, Nuova Borg El Arab situata circa 45 km a sud-est di Alessandria. Vi si trovano un complesso di monasteri e un luogo di pellegrinaggio cristiano. Nel 1979 il sito è stato inserito nell'elenco dei Patrimoni dell'umanità dell'UNESCO.

Ve ne fa parte inoltre la cittadina di El Agami.

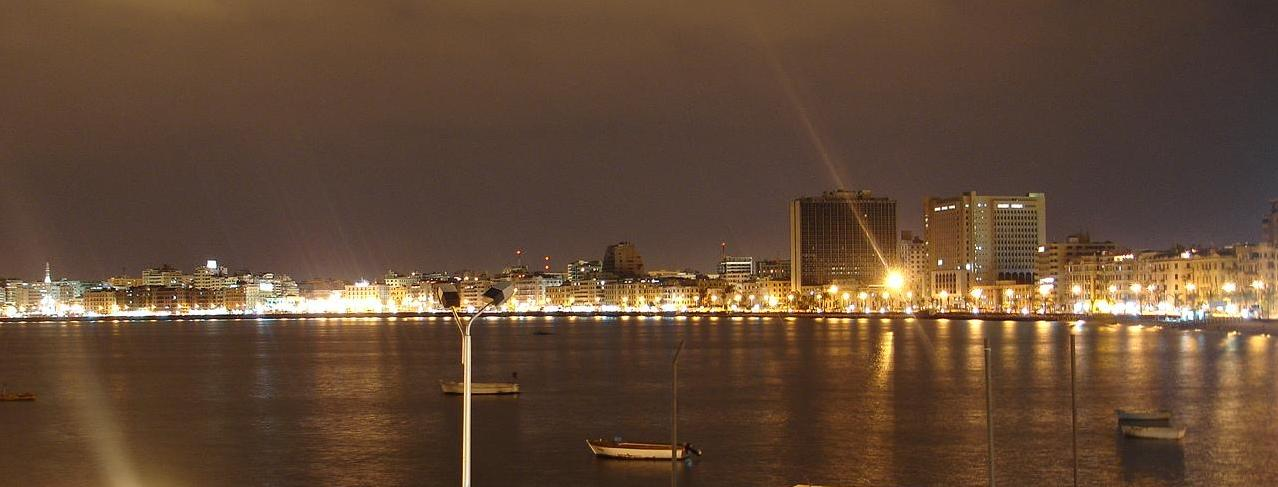
Alessandria